# Società per le missioni estere di Parigi

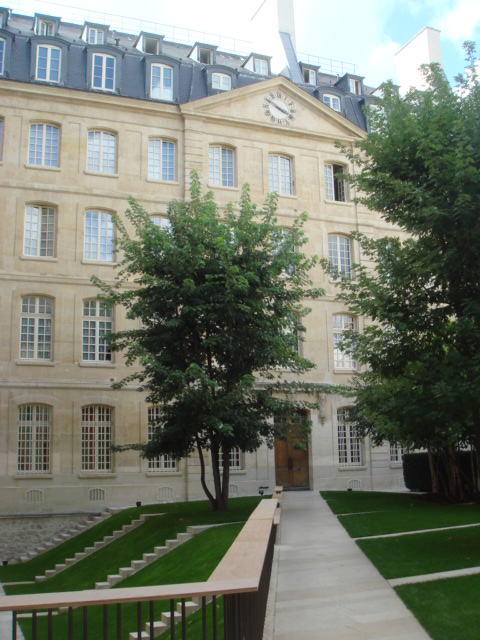
La sede del seminario delle Missioni estere di Parigi

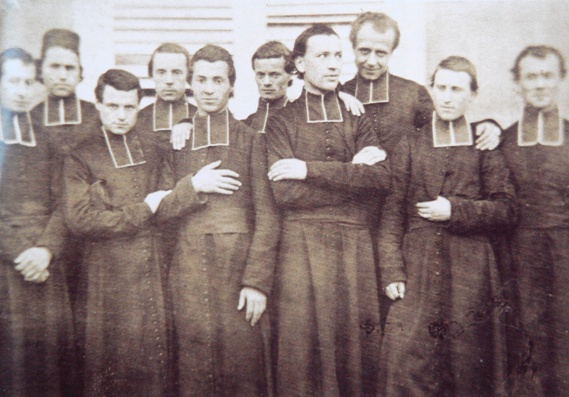
Gruppo di padri delle Missioni estere di Parigi, 1856

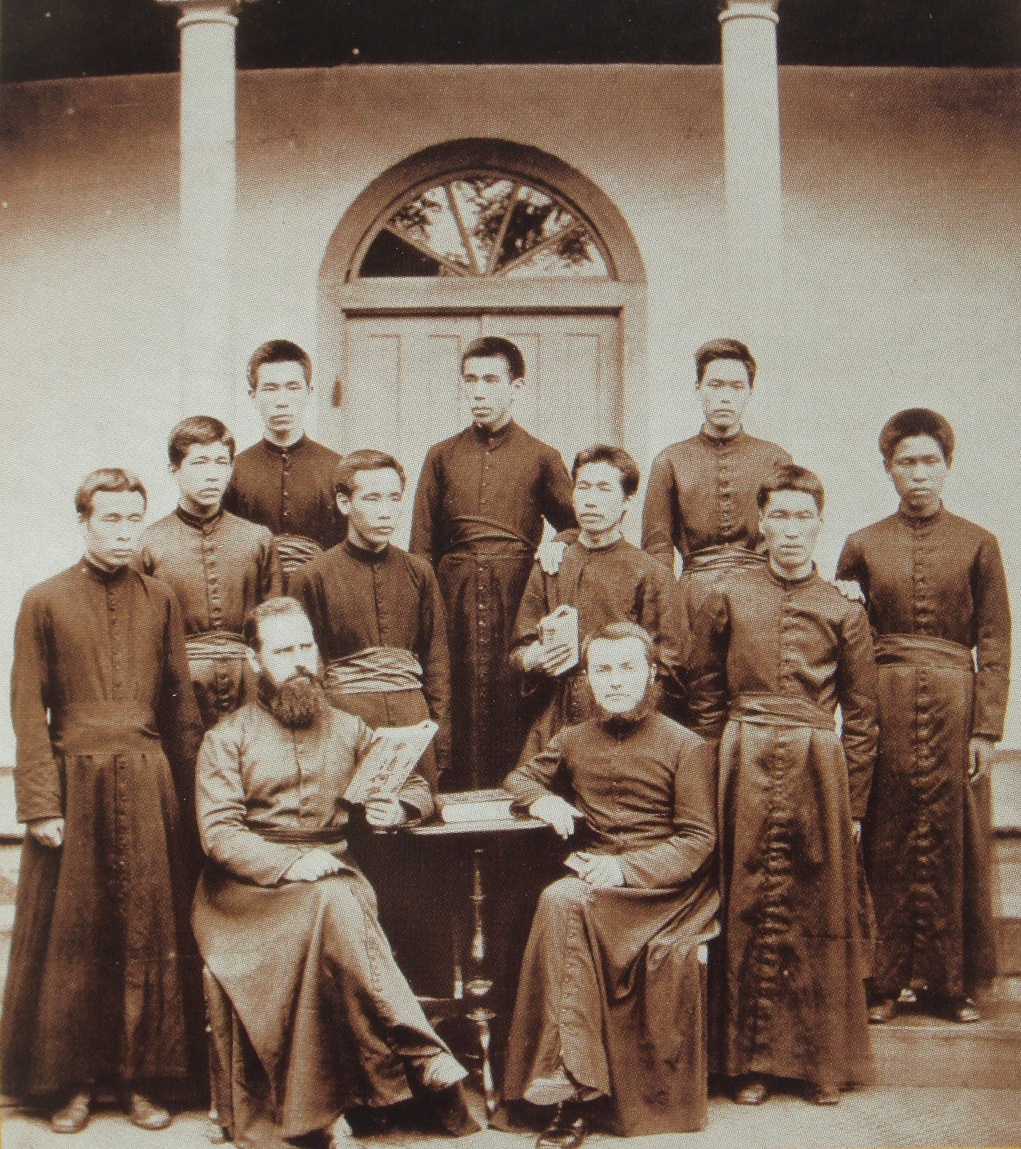
Missionari in Giappone, 1881

La Società per le missioni estere di Parigi (in latino Societas Parisiensis missionum ad exteras gentes) è una società clericale di vita apostolica di diritto pontificio. I membri della società pospongono al loro nome la sigla M.E.P.

## Storia
Nel 1653 il gesuita Alexandre de Rhodes, dopo aver svolto opera missionaria in Asia (Macao, Cocincina e Tonchino), tornò in patria e cercò di convincere altri chierici e seminaristi a farsi missionari per l'Estremo Oriente.
Il suo intento principale era quello di costituire una gerarchia cattolica in quelle terre, dove le comunità cristiane erano ormai numerose, e di formare sacerdoti nativi del luogo. Tale progetto era però ostacolato dal Portogallo, che rivendicava il diritto di patronato sulle Chiese che avevano sede nei suoi possedimenti.
Numerosi esponenti del clero francese, soprattutto gli aderenti alla compagnia del Santissimo Sacramento e all'associazione dei "Buoni Amici", indirizzarono a lungo suppliche alla Santa Sede affinché venissero nominati vescovi per la Cocincina e il Tonchino. Nel 1657 una delegazione di cinque ecclesiastici francesi fu ricevuta in udienza da papa Alessandro VII. Il pontefice accolse le sue istanze e nel 1658 nominò due vicari apostolici per la Cocincina e il Tonchino: rispettivamente, Pierre Lambert de la Motte e François Pallu.
Prima di partire per l'oriente, nel 1660 Lambert de la Motte e Pallu aprirono a Parigi un seminario per formare i missionari destinati alle loro Chiese e nel 1663 la sede dell'istituto venne stabilita in rue du Bac: la Santa Sede approvò la Società per le missioni estere di Parigi l'11 agosto 1664.
I padri della società estesero rapidamente il loro territorio d'azione dal Vietnam alla Cambogia, ad Ava (Birmania), a Pegu, al Laos e alla Cina; dopo la soppressione della Compagnia di Gesù sostituirono i gesuiti nelle missioni in India.
Il seminario di rue du Bac rimase chiuso tra il 1792 e il 1815, a causa della Rivoluzione francese.

## Attività e diffusione

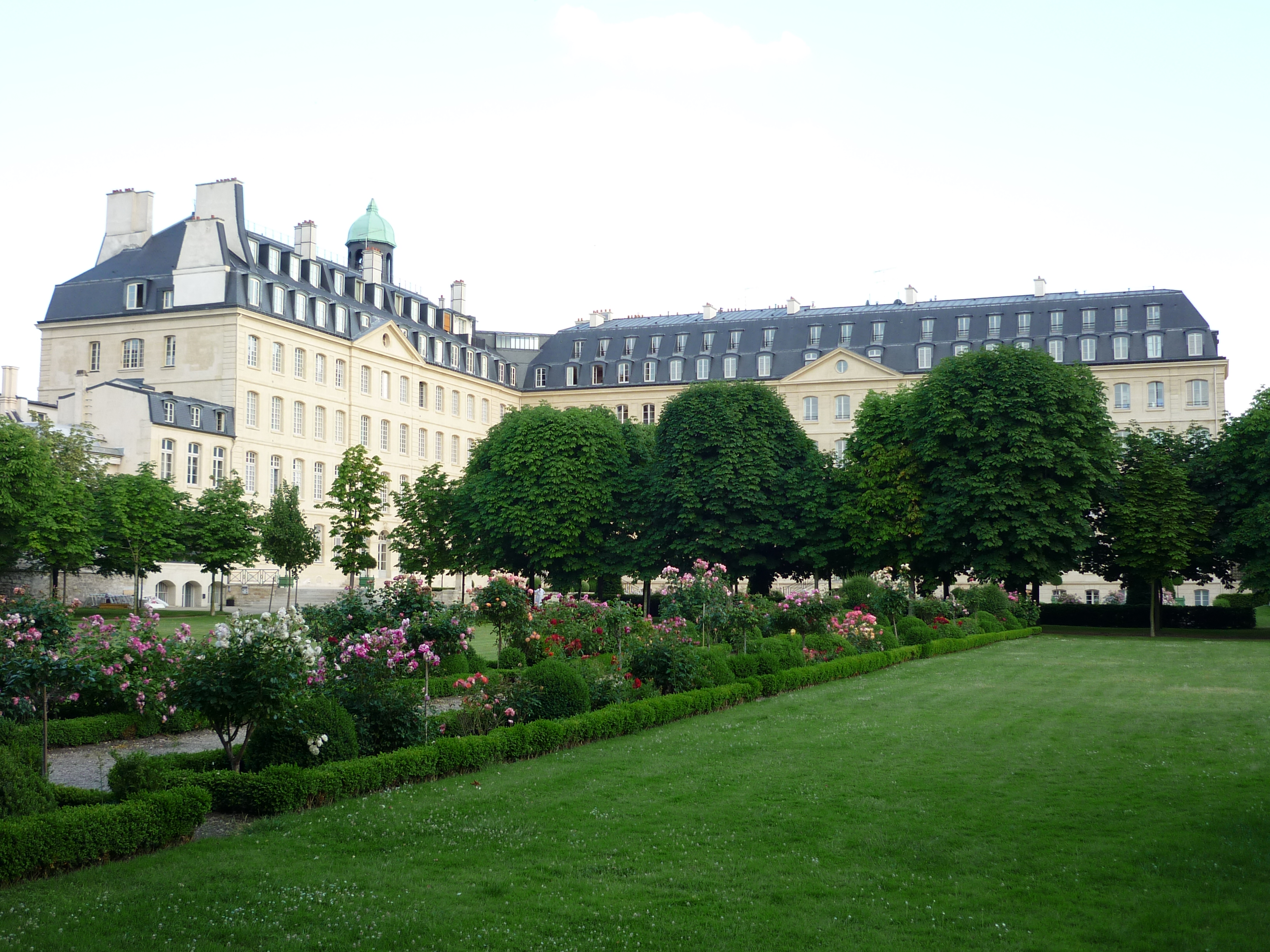
Seminario

Giuridicamente la società dipende dalla Congregazione per l'evangelizzazione dei popoli. È presente in Francia, in Madagascar e in numerosi paesi asiatici (Cina, Giappone, Cambogia, Corea del Sud, Malaysia, Singapore, India, Thailandia, Indonesia, Pakistan); la sede generalizia è in rue du Bac a Parigi.
Alla data del 31 dicembre 2005, la compagnia contava 19 case e 294 membri, 285 dei quali sacerdoti.